# كأس البرازيل 2000
كأس البرازيل 2000 هو الموسم 12 من كأس البرازيل. أقيم خلال الفترة 9 مارس 2000 وحتى 9 يوليو 2000، وأشرف على تنظيمه اتحاد البرازيل لكرة القدم، وكان عدد الأندية المشاركة فيه 69، وفاز فيه نادي كروزيرو.